# Getting Ready…
Getting Ready… — студійний альбом американського блюзового музиканта Фредді Кінга, випущений у 1971 році лейблом Shelter.

## Опис
Цей перший з трьох альбомів Фредді Кінга, випущених на лейблі Леона Расселла Shelter, являє собою компетентний електричний блюз під впливом року/соулу. Альбом майже не містить власних пісень Кінга, складається зі стандартів чиказького блюзу та матеріалу, написаного Леоном Расселлом та Доном Ніксом.

## Список композицій
1. «Same Old Blues» (Дон Нікс) — 3:57
2. «Dust My Broom» (Елмор Джеймс) — 3:10
3. «Worried Life Blues» (Біг Масео) — 2:50
4. «Five Long Years» (Едді Бойд) — 4:20
5. «Key to the Highway» (Білл Брунзі, Чарльз Сеган) — 3:24
6. «Going Down» (Дон Нікс) — 3:21
7. «Living on the Highway» (Дон Нікс, Леон Расселл) — 4:14
8. «Walking by Myself» (Джиммі Роджерс) — 3:25
9. «Tore Down» (Фредді Кінг) — 3:14
10. «Palace of the King» (Дон Нікс, Дональд «Дак» Данн, Леон Расселл) — 3:38

## Учасники запису
- Фредді Кінг — гітара, вокал
- Дон Престон — гітара
- Леон Расселл — фортепіано, гітара
- Джон Геллі — орган
- Дональд «Дак» Данн — бас-гітара
- Чарльз Маєрс, Чак Блеквелл — ударні
- Клаудія Леннір, Дон Престон, Джої Купер, Кеті Макдональд — бек-вокал

Технічний персонал
- Леон Расселл, Дон Нікс — продюсер
- Джон Фрай — інженер
- Ед Карефф — фотографія [обкладинка]
- Марк Робін — фотографія [вкладиш]
- Delusions Of Grandeur — дизайн [альбом]